# Бюльбюль червоночубий
Бюльбю́ль червоночубий (Pycnonotus cafer) — вид горобцеподібних птахів родини бюльбюлевих (Pycnonotidae). Мешкає в Південній Азії. Був інтродукований в багатьох країнах світу, входить до списку ста найнебезпечніших інвазивних видів.

## Опис

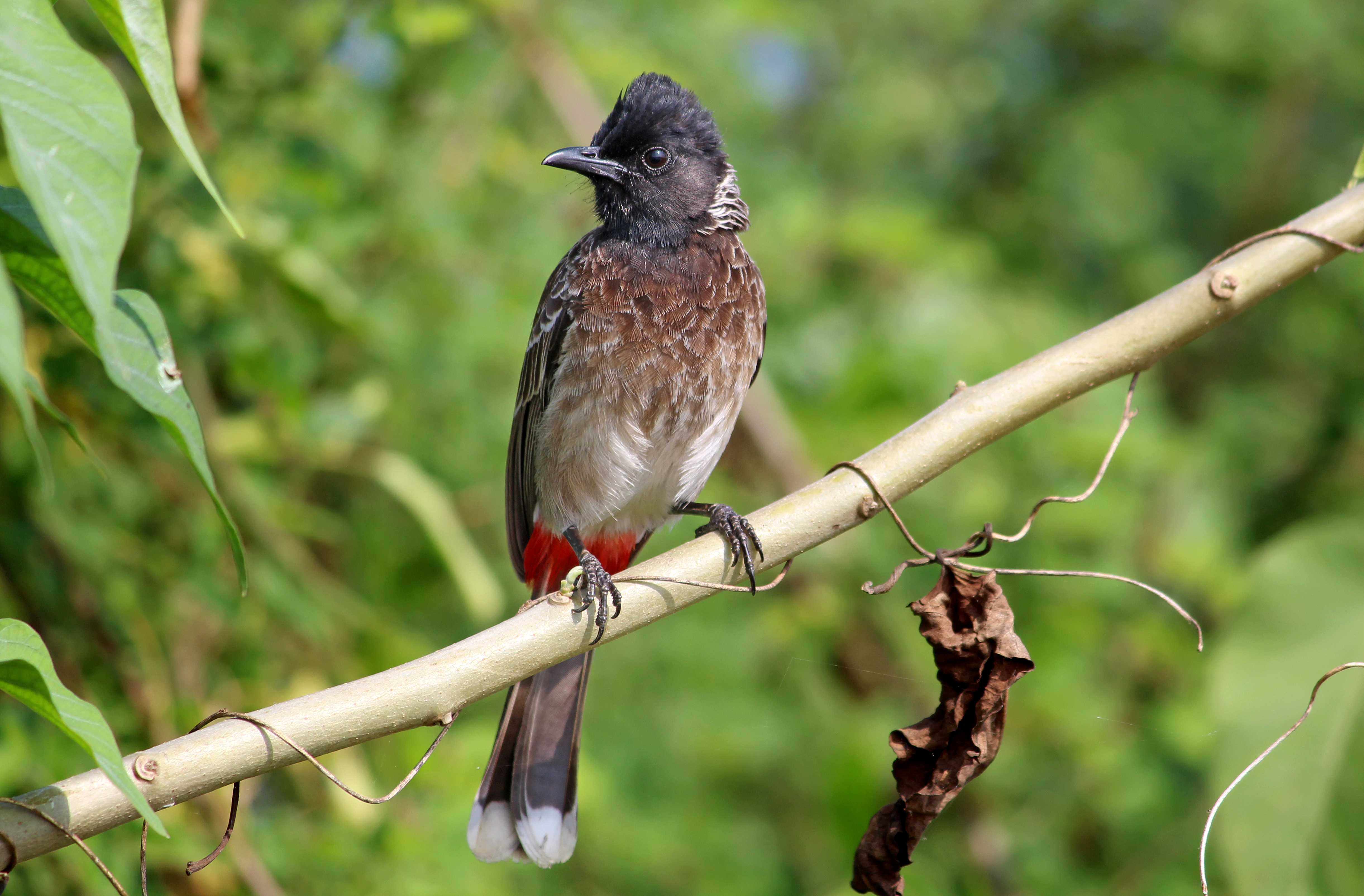
Червоночубий бюльбюль

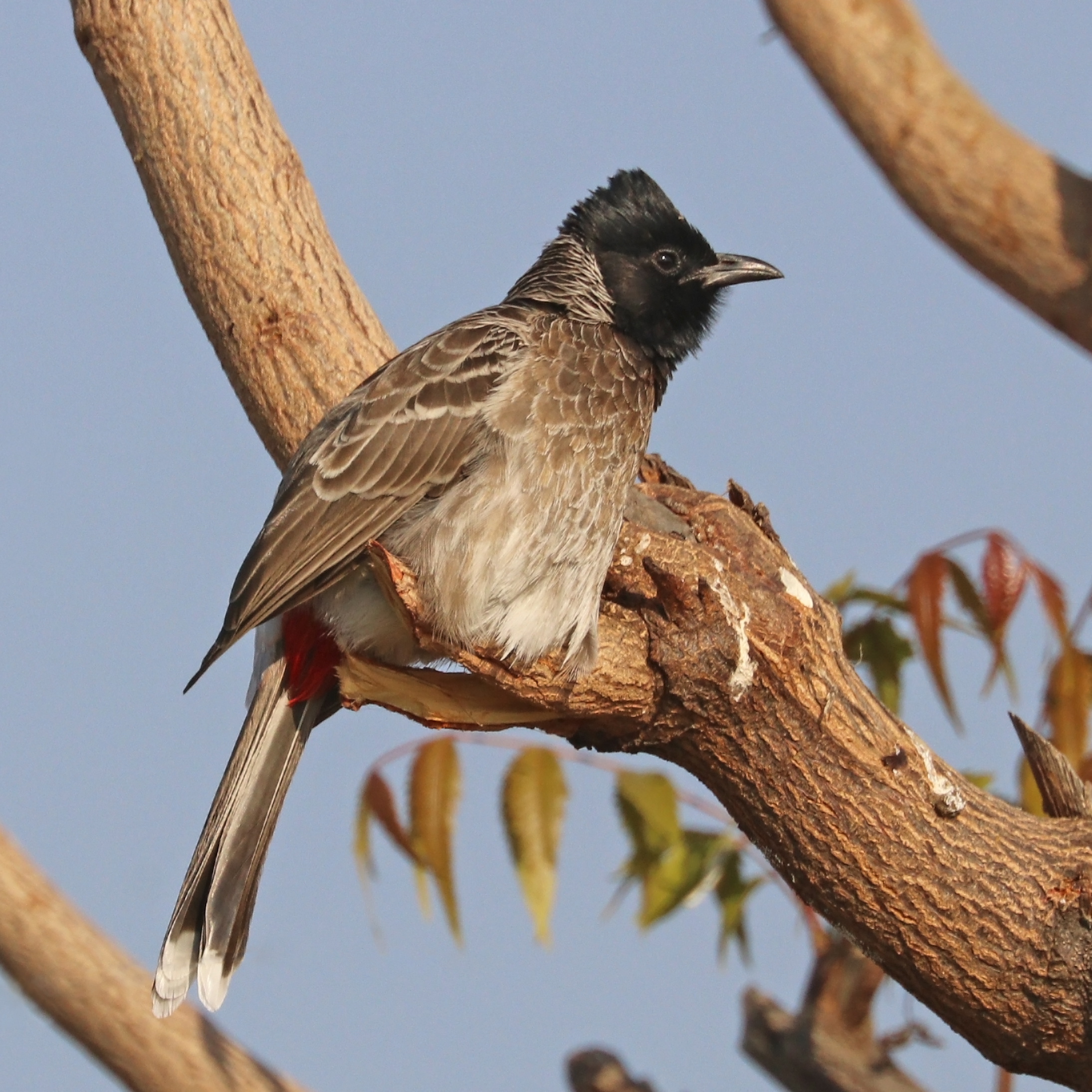
Червоночубий бюльбюль (підвид P. c. humayuni)

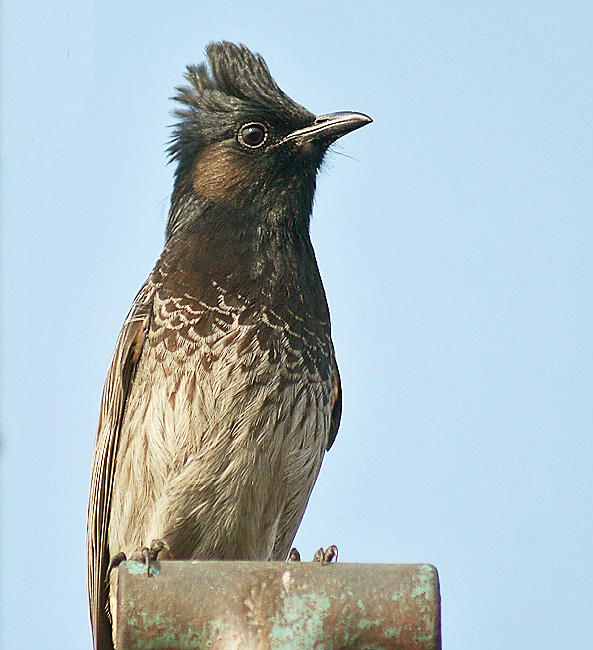
Червоночубий бюльбюль (підвид P. c. bengalensis)

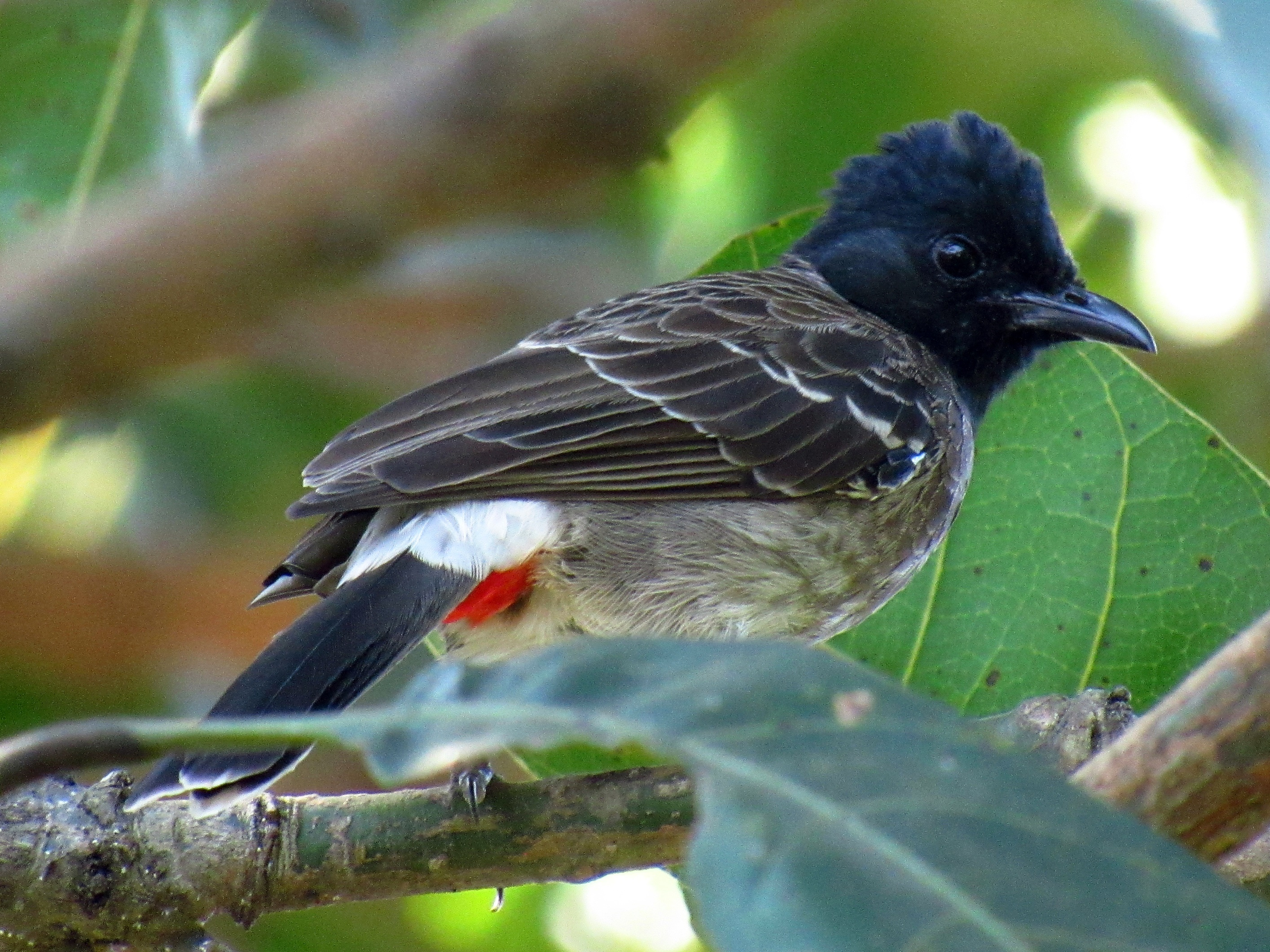
Червоночубий бюльбюль (підвид P. c. haemorrhousus)

Довжина птаха становить 20 см, враховуючи відносно довгий хвіст. Верхня частина тіла і груди чорнуваті або бурі, Спина і живіт світліші, світлі кінчики пер утвопрюють лускоподібний візерунок. Надхвістя біле, гузка червона. Голова чорна, на голові невеликий чуб. Хвіст чорний, на кінці білий. Виду не притаманний статевий диморфізм. Були помічені випадки лейкізму і меланізму.
Представники підвидів дещо різняться за забарвлення. У представників підвиду P. c. intermedius голова і верхня частина грудей чорні. У представників підвиду P. c. bengalensis лускоподібний візерунок на нижній частині тіла відсутній, нижня частина живота світла, поцяткована темними смугами. У предаставників підвиду P. c. humayuni голова і верхня частина тіла світло-коричневі.

## Таксономія
В 1760 році французький зоолог Матюрен Жак Бріссон включив опис червоночубого бюльбюля до своєї книги "Ornithologie", описавши птаха за зразком, який, як він помилково вважав, походив з Мису Доброї Надії. Він використав французьку назву Le merle hupé du Cap de Bonne Espérance та латинську назву Merula Cristata Capitis Bonae Spei. Однак, хоч Бріссон і навів латинську назву, вона не була науковою, тобто не відповідає біномінальній номенклатурі і не визнана Міжнародною комісією із зоологічної номенклатури. Коли в 1766 році шведський натураліст Карл Лінней випустив дванадцяте видання своєї Systema Naturae, він доповнив книгу описом 240 видів, раніше описаних Бріссоном. Одним з цих видів був червоночубий бюльбюль, для якої Лінней придумав біномінальну назву Turdus cafer. Згодом типову місцевість виду було виправлено на Шрі-Ланку, а в 1952 році змінено на Пудучеррі.

### Підвиди
Виділяють вісім підвидів:
- P. c. humayuni Deignan, 1951 — південно-східний Пакистан, північно-західна і північна Індія;
- P. c. intermedius Blyth, 1846 — західні Гімалаї;
- P. c. bengalensis Blyth, 1845 — центральні і східні Гімалаї, Північно-Східна Індія і Бангладеш;
- P. c. stanfordi Deignan, 1949 — північна М'янма і західний Юньнань;
- P. c. melanchimus Deignan, 1949 — південь центральної М'янми, від Мандалая до Янгона;
- P. c. wetmorei Deignan, 1960 — східна Індія;
- P. c. cafer (Linnaeus, 1766) — Південна Індія;
- P. c. haemorrhousus (Gmelin, JF, 1789) — Шрі-Ланка.

Представники підвиду P. c. humayuni гібридизуються з Pycnonotus leucogenys. Їх гібрид раніше був визнаний окремим підвидом P. c. magrathi. Також відомі випадки гібридизації червоночубих бюльбюлів з Pycnonotus aurigaster. Крім P. c. magrathi, два гібриди P. c. nigropileus і P. c. burmanicus раніше вважадися підвидами червоночубого бюльбюля.

## Поширення і екологія
Червоночубі бюльбюлі живуть в рідколіссях, чагарникових заростях, на полях і плантаціях, в парках і садах. 
Червоночубі бюльбюлі були інтродуковані на Аравійському півострові, в деяких країнах Африки, на островах Тонгатапу і Ніуафооу в Тонзі. Вони були завезені до Мельбурну в 1917 році, однак не спостерігалися після 1942 року. В 1950-х роках вони з'явилися в Окленді, однак в Новій Зеландії червоночубі бюльбюлі були знищені. На Гаваях і Самоа, де вони також були інтродуковані, вони віддають перевагу посушливим районах. В 2018 році був зафіксований випадок гніздування червоночубого бюльбюля на острові Фуертевентура в архіпелазі Канарських островів. Червоночубі шкідники вважаються шкідниками та інвазивним видом. Також вони поширюють насіння інвазивних рослин, зокрема Lantana camara і Miconia calvescens.

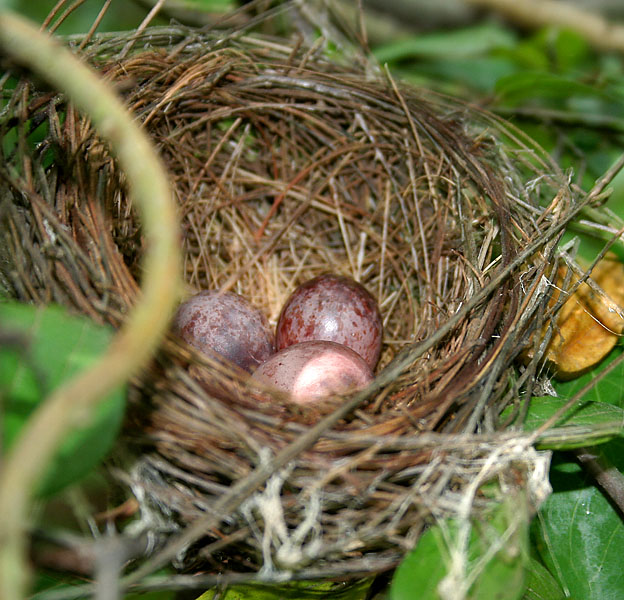
Гніздо червоночубого бюльбюля

## Поведінка
Червоночубі бюльбюлі живляться плодами, пелюстками, нектаром, комахами, іншими безхребетними та, іноді, дрібними хребетними. Були зафіксовані випадки поїдання листя посівної люцерни. Сезон розмноження триває з червня по вересень. Гнізда чашоподібні, зроблені з гілочок і павутиння, розміщуються в заростях на висоті 2-3 м над землею. Спостерігалися випадки гніздування в стінах будинків, в дуплах та в інших нетипових місцях. В кладці зазвичай 2-3 яйця рожевуватого кольору, поцяткованих пурпуровими плямками. Інкубаційний період триває 14 днів. Червоночубі бюльбюлі іноді стають жертвами гніздового паразитизму строкатих зозуль.
Червоночубі бюльбюлі були першим видом тварин, про яких виявили, що вони не здатні самостійно синтезувати вітамін C, як і люди. Пізніше таку особливість відкрили і у деяких інших тварин.